# 入力予測
入力予測（あるいは予測入力、英語: predictive text）は、コンピュータで文字を入力する際、入力したい語をソフトウェアが予測・提示する機能である。主に携帯電話での文字入力に使用される。

## 概要
入力予測はあらかじめ用意された辞書に基づき候補を呈示する辞書型とユーザーの過去の入力履歴から候補を呈示する非辞書型の2つに大きく分かれ、大半のシステムではこの2つを組み合わせて予測が行われる。また別の分類では入力中の文字について候補を呈示する「入力時予測」と候補を確定させた後に次の入力候補を呈示する「確定時予測」に分かれる。さらに細かく見ると前方一致予測や自動補完によるもの、文法や文脈その他から次文節を予測するもの、ユーザーの環境を解析し予測候補に反映させる機能や誤入力修正機能を持ったものなどがある。
特に携帯電話やPDAなどの機器の場合、各文字に独立したキーが与えられているパソコンのフルキーボードとは異なりテンキーなど少ないキーを用い文字入力を行うことになり、キーストローク数が増大する傾向にあるため入力予測の有用性は大きい。
英語その他ヨーロッパ言語の入力予測は前方一致検索などによるものもあるが、多くは各キーに割り当てられたキーの組み合わせから単語を推定する方法で搭載され、シングルタップとも呼ばれる。一方、日本語その他アジア言語では変換機能（かな漢字変換など）と組み合わせて単語予測と文字変換を一度に行う予測変換として搭載されることが多い。

## シングルタップ

携帯電話のテンキーにおける英数字入力割り当て

シングルタップでは1つのキーに五十音の1行やアルファベット3-4文字など複数の文字が対応し、その組み合わせを入力することで候補が示される。例えば "mobile" は "mmagdj" ("662453")、「けいたい」は「かあたあ」（一般的な日本の携帯電話では "2141"）と入力することになる。候補はまず内部辞書を参照し、必要とする語が無い場合は取り得る組み合わせの中から選択する。
シングルタップのアイデア自体は携帯電話の普及以前、少なくとも1970年代から存在し、1971年のスミスとゴッドウィンによる文章に記述がある。携帯電話以前には主に電話帳で名前を探すために使われていた。1985年には原型となる手法について、1988年には電話で耳の聞こえない人たちとのコミュニケーションのために使用することについてアメリカでそれぞれ特許を取得している。
シングルタップに対応した文字入力システムには日本国内の機種に搭載されているものはT9（および日本語変換機能を備えたT9ダイレクト）やFSKAREN（「ケータイShoin」も同エンジン）、日本国内の機種に未搭載のものはiTapやWordWiseなどがある。またプレイステーション3のファームウェアもヨーロッパ言語のシングルタップ入力が可能になっている。
シングルタップではキーのストローク数をマルチタップ（トグル入力）や2タッチ入力と比較すると少なくすることができる。英語の場合、シングルタップでの文章入力に必要なキーストローク数の平均は理論的にはフルキーボードで入力した場合と同等となる。ここでの「理論的には」とは入力する単語が全て予測辞書に含まれている、ピリオドなどは考慮しない、タイプミスやスペルミスが無いとした場合を指す。実際にはこうした要素が大きく打鍵数を左右し、1文字辺りの打鍵数 (KSPC) をフルキーボードの場合に 1.00 であるとするとマルチタップでは 2.03、シングルタップでは 1.15 となる。
欠点としては日本語の場合にはひらがなを経由することとなるため直感的ではないため習得に困難を伴うこと、候補に変換したい言葉が呈示されなかった場合に入力が面倒になる点、スペルミスやタイプミスが許されない点などがある。
別の欠点としてシングルタップへの過度な依存により全く異なる意味の文章が作成される危険性がある。例えば "good" と "home" はシングルタップ入力だといずれも "4663" に相当し、しかも "Are you good?" と "Are you home?" はどちらも意味を為す文章である。これらの語句は "textonyms" もしくは "txtonyms"、またT9入力方式のみで発生するとは限らないが "T9onyms" と呼称され、シングルタップ入力での誤入力に起因する争いから刺殺事件に発展した事例もある。

## 予測変換
入力予測機能を備えた文字変換システムで携帯電話に搭載されているものとしてはSimejiやATOK（ジャストシステム）やWnnシリーズ（iWnn・Advanced Wnnなど、オムロン）、POBox（ソニー）、モバイルRupo（東芝）、Mogic Engine (NEC)、ケータイShoin（シャープ、ただし基幹エンジン部分は富士ソフトのFSKAREN）、iOS（Apple）の日本語入力システムなどがある。文字変換システムの機能が向上するとともに、もしくは当初より入力予測機能を搭載することが多い。このうちPOBoxはもともとはPCやPDA向けに純粋な入力予測システムとして開発されたもので、ソニーエリクソンの携帯電話向けにはWnnシリーズと組み合わせて使用されている。携帯電話向けPOBoxは搭載機種では予測機能を無効にするとダウンロード辞書も使用不可能になり、文字変換システムとしての側面も持っている。またATOKの場合、PC版では予測変換機能もATOKの機能の一部となっているが携帯電話向けにはAPOTとして独立している。
日本国内の携帯電話向けに初めて搭載された入力予測システムはPOBoxで、これに他のシステムも追随した。Wnnシリーズの場合、モバイルWnn V2時代は入力予測としてひらがなを出すのみだったが、Advanced Wnnになって変換機能と統合された。
またPCやPDA向けの日本語入力システムの中にも入力予測システムを備えたものが多い。ATOKやWnn、FSKAREN以外にはMicrosoft IMEもしくはOffice IME（IME2007以降）、Google 日本語入力、Baidu IME、ことえり、Social IME、Japanist、PRIME、VJE-Deltaなどがある。
予測変換の搭載方法は単に以前の入力履歴を記録して候補を表示するもの、候補に関連した接続語などを呈示するもの、入力された文字列を形態素解析により解析するもの、内部辞書や外部データベースなどを参照するものなどがある。さらに進んで現在の季節や時間と連動した候補を出す機能、文脈を判断する機能、単語の長さにより候補を絞り込む機能を持ったものもある。予測変換は辞書の収録語数を多くすることで固有名詞などの変換にも対応できる一方で、候補が探しづらくなり使い勝手が低下する可能性もある。その他予測変換システムにおいては快適な文字入力を実現するためにさまざまな工夫が行われている。